# Кабрера, Николас Алехандро
Никола́с Алеха́ндро Кабре́ра (исп. Nicolás Alejandro Cabrera; 15 июня 1984, Ла-Плата) — аргентинский футболист, правый фланговый защитник и полузащитник.

## Биография
Кабрера начал карьеру 3 августа 2003 года под руководством тренера Химнасии из Ла-Платы Марио Гомеса. Игра закончилась поражением с минимальным счётом от «Боки Хуниорс».
В начале 2007 года группа инвесторов сумела найти 3 миллиона долларов для выкупа прав на Кабреру авельянедским «Расингом». Но после Клаусуры-2007 Кабрера сразу же был вынужден покинуть эту команду из-за проблем с тренером. То же самое случилось и после пребывания в «Ньюэллс Олд Бойзе». В июле 2008 года «Велес Сарсфилд» смог выкупить половину прав на этого игрока и, несмотря на преследовавшие Кабреру травмы, он смог стать чемпионом Аргентины в 2009 году (Клаусура).
С 28 июня 2010 года Кабрера стал игроком «Индепендьенте». В чемпионате Апертуры 2010 «Красные дьяволы» финишировали на последнем месте, но благодаря особой аргентинской системе обмена между лигами это не угрожало месту «Индепендьенте» в Примере, поэтому клуб решил сделать ставку на выступлении в Южноамериканском кубке. В итоге, команде удалось завоевать первый международный трофей за последние 15 лет и первый для себя трофей при новой системе международных кубков КОНМЕБОЛ (ЮАК появился только в 2002 году).
Кабрера довольно быстро стал игроком основы в своей новой команде. В первой игре против «Архентинос Хуниорс» онвышел на замену лишь на 7 минут, но начиная со второго для себя матча в этом турнире, против «Дефенсор Спортинга» в Монтевидео, Кабрера, как правило, проводил на поле весь матч. Кроме этой игры, когда он был заменён на 61 минуте, Кабрера уходил с поля до финального свистка ещё лишь ещё один раз — в первом финале турнира на Серра Доураде (поражение 0:2).
Стоит отметить также гол, забитый Николасом Кабрерой в ходе этого турнира. В ответном противостоянии с «Дефенсором» после проигрыша в первой игре 0:1 аргентинцы уступали в счёте уже к 12-й минуте матча. Но всего за 13 минут Сильвера, Фредес и как раз Кабрера сумели забить три мяча и вернуть себе психологическое преимущество в противостоянии с уругвайским клубом. В итоге, матч был выигран 4:2 и Индепендьенте прошёл в 1/4 финала.
После поражения в первом финале от «Гояса», «Индепендьенте» сумел выиграть второй матч со счётом 3:1 и обладатель трофея определялся в серии послематчевых пенальти (Кабрера провёл на поле все 120 минут игрового времени). Николас, в случае, если бы его партнёры были не точны, также мог пробить свой пенальти, но этого не потребовалось, поскольку «Индепендьенте» выиграл серию со счётом 5:3 и завоевал очередной международный трофей.

## Титулы
- Чемпион Аргентины (1): 2009 (Клаусура)
- Обладатель Южноамериканского кубка (1): 2010